# 이서현 (모델)
이서현(1985년 6월 1일 ~ )은 대한민국의 모델 겸 가수다. 모델로 CF, 가수, 방송 활동 등 다양한 분야에서 활동하고 있다.

## 데뷔
모델 오디션에 참가했는데 면접에서 노래를 해보라는 주문에 트로트 가수로 스카운 되었다. 2015년 9월 11일 싱글 《낚였어요》로 데뷔했다.

## 앨범
- 2015.09.11. 싱글 《낚였어요》 수록곡 〈낚였어요〉,〈천상재회 (Jazz Ver.)〉 (장르: 트로트, 발매사: (주)오감엔터테인먼트, 기획사: J Company Entertainment Group)

## 활동
모델로 시작해 요가복·수영복 브랜드를 런칭했고, 트로트 가수로 데뷔 후 《내일은 미스트롯》에 참가했고, MBN 《실제상황 기막힌 이야기》에서 배우로 활동하고 있고, 영화 및 CF도 촬영했다. 킥복싱도 하고 있다.

## 경력
- 2016년 한국프랜차이즈산업협회 홍보대사
- 2016.12. 대한종합무술격투기협회 홍보모델
- 2016.12. 대한역도연맹 홍보대사

## 수상
- 2010년 《미스 에코 코리아》 미스 워터
- 2013년 《대한민국 창조문화예술》 대상
- 2016년 《제11회 대한민국 나눔대상》 대상
- 2016년 《대한민국 여성리더》 대상

## 방송

### TV
- 2015년 TvN 《화성인 바이러스》 '억대 연봉 볼륨녀'로 출연[1]
- KBS 2TV 《VJ특공대》
- 2019.03.14. TV조선 《내일은 미스트롯》[2]
- 2020년 MBN 《기막힌 이야기 실제상황》 배우 출연

### 인터넷
- 2020.10.27. 숨트덕, '사차원 트로트신인가수 이서현을 소개합니다 화성인바이러스 출연, 사기당함 미쓰트롯 광탈, 모델, 배우, 사연도 많고 재능많은 이서현님!'